# Świąd pływaków
Świąd pływaków (cerkariowe zapalenie skóry, ang. swimmers' itch) – choroba alergiczna skóry, wywołana wnikaniem cerkarii pasożytów z rodzaju Schistosoma i co najważniejsze Trichobilharzia. Występuje on u ludzi, którzy kąpią się w wodzie, w której są obecne ślimaki zakażone tymi pasożytami. Jego objawy to początkowo bolesna, a następnie intensywnie swędząca wysypka, która znika po około tygodniu, a czasami także objawy ogólne, jak gorączka, biegunka i nieżyt nosa.
Nazwa „świąd pływaków” czasem jest stosowana także do świądu wywołanego innymi czynnikami, w tym toksynami sinicowymi.